# Nancy Roman
Nancy Grace Roman  (Nashville, 16 mei 1925 – Germantown, 26 december 2018) was een Amerikaans astronoom en een van de eerste vrouwelijke executives bij NASA. Velen noemen haar de "Mother of Hubble" voor haar rol in de planning van de Hubble Space Telescope. Nancy Roman was tijdens haar carrière ook een actief spreker op congressen en events en een activist voor meer vrouwen in de wetenschap.

## Leven
Nancy Roman werd geboren in Nashville, Tennessee als dochter van muzieklerares Georgia Smith Roman en geofysicus Irwin Roman. Vanwege haar vaders werk verhuisde de familie kort na haar geboorte naar Oklahoma. Nadien verhuisde Roman en haar ouders naar Houston, New Jersey, en nog later naar Michigan en Nevada. Vanaf 1955 woont ze in Washington D.C. Roman beschouwde haar ouders als belangrijke beïnvloeders van haar interesse in wetenschap. Naast haar werk hield Roman ervan om naar allerhande congressen te gaan, en was ze actief in de American Association of University Women. Ze stierf na een slepende ziekte op 26 december 2018.

## Opleiding
Op elfjarige leeftijd toonde Roman al interesse in astronomie toen ze een astronomieclub oprichtte met haar schoolvrienden in Nevada. Ze kwamen wekelijks samen en leerden via boeken over de sterrenbeelden. Al tijdens haar middelbareschooltijd wist Roman dat ze haar passie voor astronomie zou volgen terwijl haar omgeving dat afraadde. Daarna ging Roman naar de Western High School in Baltimore waar ze deelnam aan een versneld programma en na drie jaar afstudeerde.
Roman ging naar het Swarthmore College waar ze in 1946 een bachelor of arts in astronomie behaalde. Tijdens haar studies werkte ze ook bij het Sproul Observatory. Ze behaalde een Ph.D. in astronomie aan de University of Chicago in 1949. De volgende zes jaar bleef ze verbonden aan de universiteit en werkte ze in het Yerkes-observatorium, met occasionele trips naar het McDonald Observatory in Fort Davis, Texas om samen te werken met William Wilson Morgan. De onderzoekspositie was niet permanent en zo werd Roman onderwijsassistent. Roman verliet uiteindelijk de universiteit door een gebrek aan onderzoeksjournalist toegankelijk voor vrouwen. Roman bleef verbonden aan haar alma mater. Van 1980 tot 1988 zat ze in de raad van beheer.

## Carrière
Toen ze werkte op het Yerkes-observatorium van de University of Chicago ontdekte Roman dat de emissielijnen in het spectrum van de ster AG Draconis volledig gewijzigd waren ten opzichte van eerdere observaties. Ze gaf later toe dat de publicatie over haar ontdekking haar reputatie binnen de gemeenschap van astronomen verstevigd had en bijgedragen had tot de vooruitgang van haar carrière.
Nadat ze de University of Chicago verlaten had, werkte Roman aan het Naval Research Laboratory waar ze toetrad tot het radioastronomie-programma. Romans werk bij het NRL behelsde onder andere de studie van de spectra van niet-thermische radiobronnen en het verrichten van geodesisch werk. Binnen het programma stond ze aan het hoofd van de sectie microgolfspectroscopie.

### NASA

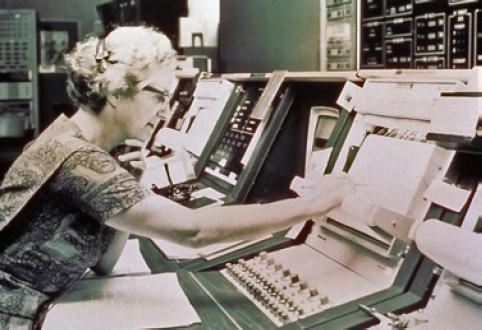
Nancy Roman aan de Control Console in de jaren 70 van de twintigste eeuw

Na een hoorcollege door Harold Urey werd Roman door Jack Clark benaderd met de vraag of zij iemand kende die geïnteresseerd zou zijn in het opstarten van een ruimteastronomieprogramma bij NASA. Ze interpreteerde dat als een uitnodiging om zich kandidaat te stellen voor de functie en was uiteindelijk de kandidaat die de functie kreeg.
Tijdens haar dienst bij de NASA werkte Roman de budgetten uit voor verschillende programma's en organiseerde ze wetenschappelijke deelname. Ze was betrokken bij de lancering van drie zonne-observatoria in de ruimte en drie small astronomical satellites. Deze satellieten gebruikten ultraviolet en x-raytechnologie om de zon, de ruimte en de lucht te observeren. Ze hield ook in samenwerking met Dixon Ashworth toezicht op de lanceringen van andere Orbiting Astronomical Observatory die de optische en ultraviolette kenmerken observeerden. Andere projecten die zij begeleidde waren vier geodetische satellieten. Ze plande andere kleinere programma's, zoals het Astronomy Rocket-programma, de Scout-probe om de relativistische zwaartekrachtredshift, programma's voor hoge energie astronomieobservatoria en andere experimenten op Spacelab, Gemini, Apollo en Skylab. Roman werkte ook samen met Jack Holtz op de kleine astronomiesatelliet en Don Burrowbridge op de ruimtetelescoop.
Het laatste programma waarvoor ze de commissie oprichtte en waarmee ze zeer betrokken was, was de Hubble-telescoop. Roman was erg betrokken bij de vroege planning en specifiek, het opzetten van de programmastructuur. Vanwege haar bijdrage wordt ze vaak de 'Moeder van Hubble' genoemd. NASA's toenmalige hoofdastronoom, Edward J. Weiler, die met Roman werkte, noemde haar 'de moeder' van de Hubble-ruimtetelescoop. Hij zei, "wat vaak wordt vergeten door onze jongere generatie astronomen die hun carrière maken door Hubble Space Telescope te gebruiken." Weiler voegde hieraan toe: "Helaas is de geschiedenis veel vergeten in het huidige internettijdperk, maar het was Nancy die in de dagen voor het internet en voordat Google en e-mail en al die dingen bestonden, die echt hielp om de Hubble-ruimtetelescoop te verkopen, de astronomen te organiseren en die het Congres uiteindelijk overtuigde om het te financieren."
Na een carrière bij NASA van 22 jaar werkte ze nog tot 1997 voor aannemers die het Goddard Space Flight Center ondersteunden. Roman was ook een consultant voor ORI Inc. van 1980 tot 1988.

### Als vrouwelijk wetenschapper
Zoals de meeste vrouwen in de wetenschappen in het midden van de twintigste eeuw, werd Roman geconfronteerd met problemen in verband met mannelijke overheersing in wetenschap en technologie en de rollen die als gepast werden ervaren voor vrouwen in die periode. Ze werd door haar omgeving ontmoedigd om de astronomie in te gaan. Roman herinnerde zich in een interview met de Voice of America haar begeleidingscoach op de middelbare school: of ze als tweedejaars algebra in plaats van het Latijn mocht volgen. "Ze keek me aan en sneerde: 'Wat voor soort dame zou wiskunde in plaats van Latijn halen'. Dat was het soort receptie dat ik het meeste kreeg", herinnert Roman zich. Ze was ooit een van de weinige vrouwen in NASA en de enige vrouw met een leidinggevende functie. Ze volgde cursussen met als titel "Women in Management", in Michigan en aan de Pennsylvania State University om meer te weten te komen over kwesties met betrekking tot het vrouw zijn in een managementfunctie. Roman verklaarde echter in een interview in 1980 dat de cursussen niet bevredigend waren en de belangen van vrouwen behandelden eerder dan de problemen waartegen vrouwen moesten opboksen.

### Onderzoek en publicaties
Een van de vroegste publicaties van Nancy Roman was in 1955, na haar werk in de Yerkes en McDonald Observatories, een catalogus van hoge snelheidssterren in de "Astrophysical Journal Supplement Series". Ze documenteerde nieuwe types spectrale foto-elektrische grootheden en kleuren en spectroscopische parallaxen voor ongeveer 600 hoge snelheidssterren. Daarna schreef Roman in 1959 een artikel over de detectie van buitenaardse planeten. Roman ontdekte dat sterren gemaakt van waterstof en helium sneller bewegen dan sterren samengesteld uit andere zwaardere elementen. Een van haar andere ontdekkingen was dat niet alle veelvoorkomende sterrentypes dezelfde leeftijd hadden. Dat werd bewezen door de waterstoflijnen van de lage dispersiespectra in de sterren te vergelijken. Roman merkte dat de sterren met sterkere lijnen dichter bij het midden van de Melkweg voorkwamen en dat de anderen zich in meer elliptische patronen buiten het vlak van de Melkweg bewogen. Ze deed onderzoek en publiceerde over het lokaliseren van sterrenbeelden op hun 1875.0 positie, en legde uit hoe ze dit ontdekte, en een paper over de Ursa Major Moving Group voor haar proefschrift.

## Prijzen en eerbetoon
- Federal Woman’s Award – 1962
- One of 100 Most Important Young People, Life magazine – 1962[11]
- Citation for Public Service, Colorado Women's College 1966
- Ninetieth Anniversary Award, Women's Education and Industrial Union (Boston) 1967
- Exceptional Scientific Achievement Medal NASA – 1969
- NASA Outstanding Scientific Leadership Award 1978
- Fellow, American Astronautical Society 1978
- William Randolph Lovelace II Award, American Astronaut Association – 1979[16]
- Fellow, American Association for the Advancement of Science 1989
- Lifetime Achievement Award – Women in Aerospace, 2010
- Woman of Distinction from American Association of University Women, Maryland, 2016
- Eredoctoraat van Russell Sage College, Hood College, Bates College and Swarthmore College
- De planetoïde 2516 Roman is naar haar vernoemd
- De Nancy Grace Roman Technology Fellowship in Astrophysics, van NASA is naar haar vernoemd[10]
- In 2017, gaf LEGO de set "Women of NASA" uit dat een mini-figurine van Roman bevat (item nr idea036), naast die van Margaret Hamilton, Mae Jemison, and Sally Ride[17]
- Episode 113 van de "Hubblecast" podcast draagt de titel "Nancy Roman – The Mother of Hubble" en is een videopresentatie die haar carrière en bijdragen tot de wetenschap documenteert[18]
- De Nancy Grace Roman Space Telescope die in 2026 gelanceerd zal worden is naar haar vernoemd.

- Bibsys: 4075531
- International Standard Name Identifier: 0000 0000 8298 762X
- Library of Congress Control Number: n85800131
- Nederlandse Thesaurus van Auteursnamen: 17012987X
- SNAC: w60c4xgk
- Système universitaire de documentation: 13651992X
- Virtual International Authority File: 264421046
- WorldCat: E39PBJckMQwBFBTDGVrFMvYXVC